# Romagnese
Romagnese (Rumagnèś in dialetto oltrepadano e dialetto bobbiese) è un comune italiano di 527 abitanti della provincia di Pavia in Lombardia. Si trova nella zona di montagna dell'Oltrepò Pavese, alla testata della val Tidone, non lontano dal passo del Penice. Nel 2012 viene inserito tra i "Gioielli d'Italia".

## Storia
Nel territorio già abitato nella preistoria, l'antico borgo di Romagnese Castrum Romaniense, in base alla tradizione che affonda le radici nella leggenda, avrebbe avuto origine da un accampamento di legionari romani, in fuga dopo la sconfitta nella battaglia del fiume Trebbia ad opera delle truppe di Annibale nella seconda guerra punica (218 a.C.); comunque il paese viene nominato per la prima volta da fonti scritte nel VII secolo.
In epoca longobarda infatti è nei possedimenti dell'Abbazia di San Colombano di Bobbio, fondata da San Colombano nel 614, e poi feudo del vescovo della stessa città, che ne mantenne sempre l'alta signoria.
Dopo la caduta dei Longobardi a opera di Carlo Magno, si formò il Sacro Romano Impero, che alla fine del periodo Carolingio nel X secolo costituì i feudi Imperiali all'interno della Marca Obertenga, con lo scopo di mantenere un passaggio sicuro verso il mare ed in seguito Federico Barbarossa nel 1164 assegnò Romagnese, con molti dei territori limitrofi, alla nobile famiglia obertenga dei Malaspina, successivamente nel 1263 il Vescovo di Bobbio investe del feudo di Romagnese il capo dei ghibellini piacentini, Ubertino Landi assieme ai feudi di Ruino, Trebecco, Valverde, Zavattarello e di altri in Val Tidone. Con l'arrivo dei Visconti passò assieme agli altri feudi della Val Tidone alla famiglia Dal Verme assieme alla Contea di Bobbio e Voghera, e le signorie di Pianello Val Tidone, Borgonovo Val Tidone, Castel San Giovanni ed altre.
Il feudo effettivo, tuttavia, nel 1383 fu acquistato dal condottiero Jacopo Dal Verme, capitano generale del duca di Milano. Il feudo rimase sempre a questa famiglia, costituendo una dipendenza immediata della Contea di Bobbio dei Dal Verme dal 1436 con Luigi Dal Verme, conte di Bobbio, Voghera, Castel San Giovanni, di tutta la val Tidone ed altri feudi. Nella divisione della famiglia del 12 luglio 1530 nella Rocca d'Olgisio i due fratelli Federico e Marc'Antonio Dal Verme si accordano per la divisione delle due contee, dei feudi e dei beni familiari, nelle due linee di Bobbio e Voghera, Romagnese restò alla prima e al conte Federico con le saline, le signorie ed i feudi di Romagnese, Pianello Val Tidone e la Rocca d'Olgisio, Pecorara e la sua valle, Corte Brugnatella e altri feudi, mentre a Marc'Antonio fu assegnata la Contea di Voghera e le vicine signorie ed i feudi di Zavattarello, Ruino, Trebecco, Lazzarello, Torre degli Alberi, il marchesato di Pietragavina e altri feudi nell'Oltrepò pavese.
Nel 1546 il duca di Parma e Piacenza, Pier Luigi Farnese, occupò Romagnese, cercando di vantare antichi diritti piacentini non esistenti; non avendo e non potendo la linea vermesca comitale di Bobbio giurare fedeltà al duca come le altre linee vermesche piacentine e della val Tidone, egli la mise a ferro e fuoco cercando di sottometterla alla giurisdizione piacentina. Il re di Spagna e duca di Milano Filippo II dà mandato affinché i beni sottratti dal Farnese siano restituiti al conte Giano dal Verme, dal momento che il feudo di Romagnese dipendeva dalla Contea di Bobbio, che era già un antico feudo imperiale ed era dei conti Dal Verme dal 1436 sotto la giurisdizione dello Stato di Milano. Dopo questo tragico episodio il paese quindi tornò sotto il controllo dei Dal Verme.
Il feudo di Romagnese, che fu sempre un unico comune fin da quando (invero piuttosto tardi) anche qui venne introdotto l'istituto comunale, cessò nel 1797 con l'abolizione generale del feudalesimo.
Unito con il Bobbiese al Regno di Sardegna nel 1743, in base al Trattato di Worms, entrò a far parte poi della Provincia di Bobbio. Nel 1801 il territorio è annesso alla Francia napoleonica fino al 1814. Nel 1848 come parte della provincia di Bobbio passò dalla Liguria al Piemonte, nel 1859 entrò a far parte nel circondario di Bobbio della provincia di Pavia e quindi della Lombardia, nel 1923, smembrato il circondario di Bobbio, passò alla provincia di Piacenza e quindi all'Emilia-Romagna.
Questa divisione comportò numerose proteste degli abitanti dei centri dell'alta valle, desiderosi di rimanere sotto la giurisdizione pavese. Le proteste culminarono nella cosiddetta marcia su Bobbio e nell'indizione di alcuni referendum che, tenutisi il 27 febbraio 1925, videro la vittoria della fazione che chiedeva il ritorno in provincia di Pavia. Nel 1926 i comuni di Romagnese, Ruino e Zavattarello vennero annessi alla provincia di Pavia e alla Lombardia.
Ancora presente e visibile dopo una passeggiata il cippo indicante il confine tra il Regno di Sardegna e il Ducato di Parma e Piacenza.

## Monumenti e luoghi d'interesse

### Architetture religiose
Le parrocchie dipendono dal vicariato di Bobbio, Alta Val Trebbia, Aveto e Oltre Penice della diocesi di Piacenza-Bobbio.

#### Chiesa parrocchiale di San Lorenzo Martire di Romagnese
La parrocchia, con il titolo di arcipretura, venne eretta nel 1700. La chiesa in stile barocco, risale alla prima metà del XVII secolo.
Dalla parrocchia di Romagnese dipendono le seguenti chiese e oratori:
- Chiesa di San Rocco a Casa Ariore
- Oratorio della Beata Vergine della Misericordia a Casa Picchi
- Oratorio di Nostra Signora del Sacro Cuore a Casa Villa
- Oratorio di San Barnaba a Casale
- Chiesa di San Sebastiano a Costa
- Oratorio della Beata Vergine Ausiliatrice a Grazzi
- Oratorio di Nostra Signora della Neve (o della Beata Vergine delle Grazie) a Ossio
- Chiesa della Madonna di Loreto a Praticchia
- Oratorio di Nostra Signora di Caravaggio a Villa Casa Romagnese
- Oratorio dei Morti di San Lorenzo a Romagnese
- Chiesa della Beata Vergine di Loreto a Totonenzo risalente al XI secolo
- Oratorio della Madonna Addolorata sul Monte Zuccarello

#### Chiesa parrocchiale di Nostro Signore Gesù Cristo Lavoratore di Casa Matti
Parrocchia eretta nel 1957 dopo lo smembramento dalla parrocchia di Romagnese.
Dalla parrocchia di Casa Matti dipendono i seguenti oratori:
- Oratorio di Nostra Signora della Neve a Casa Piazza
- Oratorio di Nostra Signora dell'Aiuto a Casa Matti
- Oratorio di Nostra Signora della Bozzola a Penicina

#### Chiesa parrocchiale di Nostra Signora Assunta di Gabbione
Parrocchia eretta nel 1955 dopo lo smembramento dalla parrocchia di Romagnese.
Dalla parrocchia di Gabbione dipende:
- Oratorio di Cristo Re a Casa Pilla

### Architetture civili
- Castello Dal Verme: sorto nell'alto medioevo, nel 1383 il feudo fu acquistato dal condottiero Jacopo Dal Verme, la cui famiglia, tra il XIV e il XV secolo, eresse il castello che da loro prende il nome sopra il precedente. Oggi sede del municipio, nella torre ospita anche il Museo dell'arte rurale e degli strumenti agricoli.
- Romagnese ospita il Giardino botanico alpino di Pietra Corva sulle pendici del Monte Pietra di Corvo. Il giardino è aperto da aprile a settembre ed ospita numerose specie vegetali, anche acquatiche.
- Per gli appassionati di bici da Romagnese inizia il tratto più impegnativo della salita verso il Passo del Penice.

### Natura

#### Giardino botanico di Pietra Corva
È ubicato nel cuore del Sito di importanza comunitaria Sassi Neri-Pietra Corva, sul versante orografico destro della Val Tidone, a 950 m di altitudine, sulle pendici del Monte Pietra di Corvo, suggestivo e dirupato affioramento di una scura emersione di roccia ofiolitica che sovrasta il giardino stesso e che si erge sino a 1070 m.
Ideato e realizzato dal Dott. Antonio Ridella, valente veterinario e cinofilo, ma anche naturalista e grande appassionato ed esperto di botanica, il Giardino alpino di Pietra Corva fu aperto ufficialmente al pubblico nel 1967.
Le specie attualmente presenti nel giardino sono circa 1200, suddivise nei vari settori principalmente secondo la provenienza geografica, le caratteristiche ecologiche e ambientali di crescita (faggeta appenninica, stagno e ambienti umidi, ambienti ofiolitici), le collezioni di generi importanti quali Saxifraga, Gentiana, Iris, Primula; Campanula).
Sono circa 50 le specie presenti all’interno del giardino e rinvenibili anche negli ambienti ofiolitici presenti nella zona sovrastante il giardino e denominata “sassi neri”.

#### Escursioni naturalistiche e Volontari di Romagnese
Nella primavera 2020 sono stati riaperti circa 70 km di sentieri all'interno del territorio comunale e fruibili da camminatori, appassionati di mountain-bike o di escursioni a cavallo. Tra questi c'è il "sentiero delle cascate del Rivarolo", riaperto dopo decenni di impraticabilità. 
Tutto questo è stato possibile grazie all'opera dei "Volontari di Romagnese", un progetto nato grazie alla collaborazione dell'amministrazione comunale e della Pro Loco locale. Oltre ai sentieri, i volontari aiutano gli operai comunali nella manutenzione del patrimonio pubblico

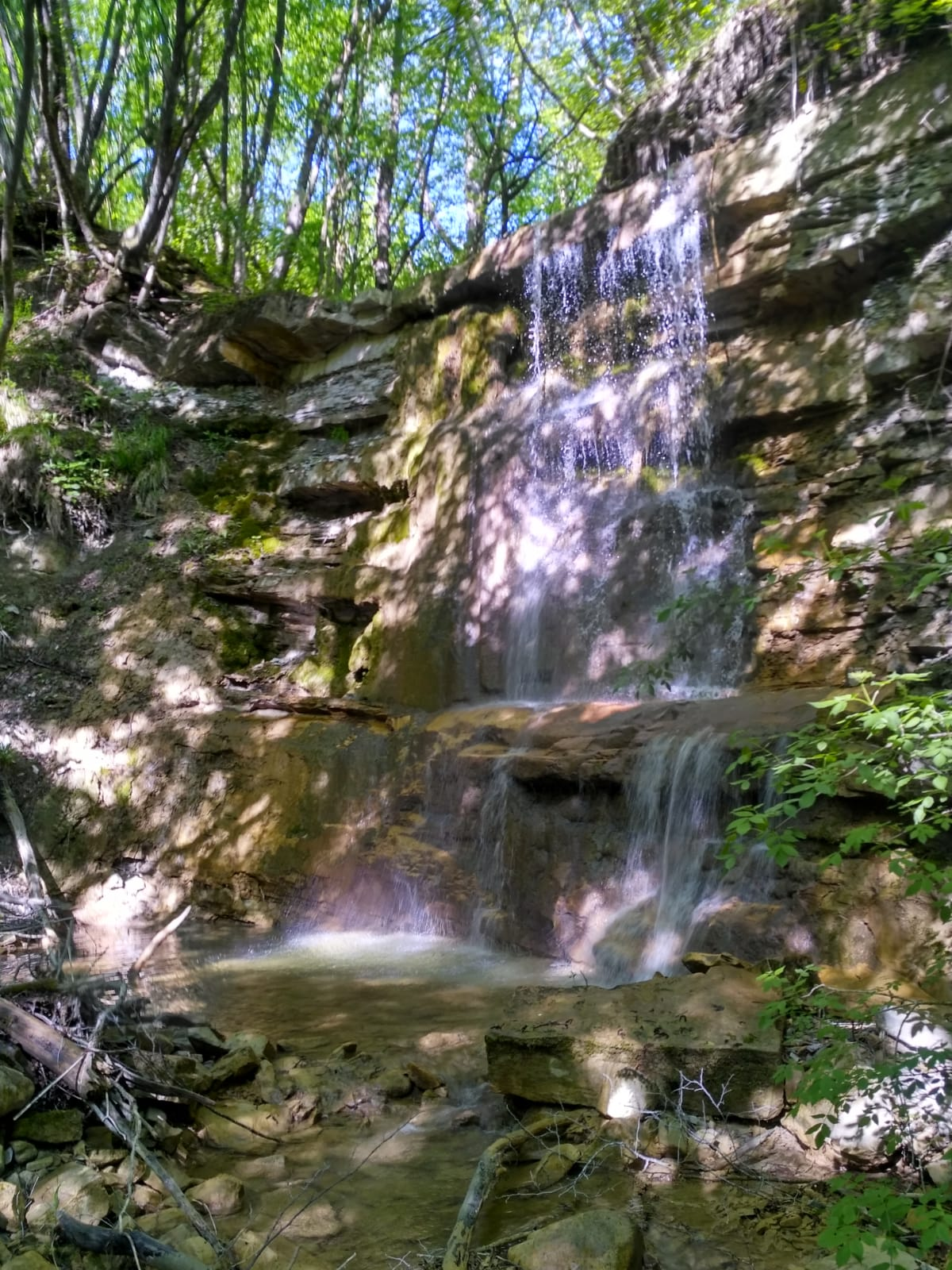
Cascate del Rivarolo

#### Panchina Gigante di Romagnese
Nell'agosto del 2021 è stata inaugurata la panchina gigante di Romagnese, la numero 170 del circuito della Big Bench Community, sita nei pressi della Frazione di Grazzi Superiore, sulla strada che porta al Giardino Alpino di Pietra Corva e sul crocevia del Sentiero del Tidone. 
La panchina, di colore rosso, è stata realizzata con il contributo dell'amministrazione comunale, della Pro Loco di Romagnese e dei volontari di Romagnese, che hanno materialmente realizzato l'opera. Oltre alla panchina, sono stati realizzati nell'adiacenza della medesima, una matita gigante con la punta rivolta verso il cielo, un angolo di sosta e un'aquila di legno che guarda verso la Val Tidone, realizzata da un artigiano locale. 
Un'opera quindi che si innesta nel circuito turistico del borgo dell'alta Val Tidone.

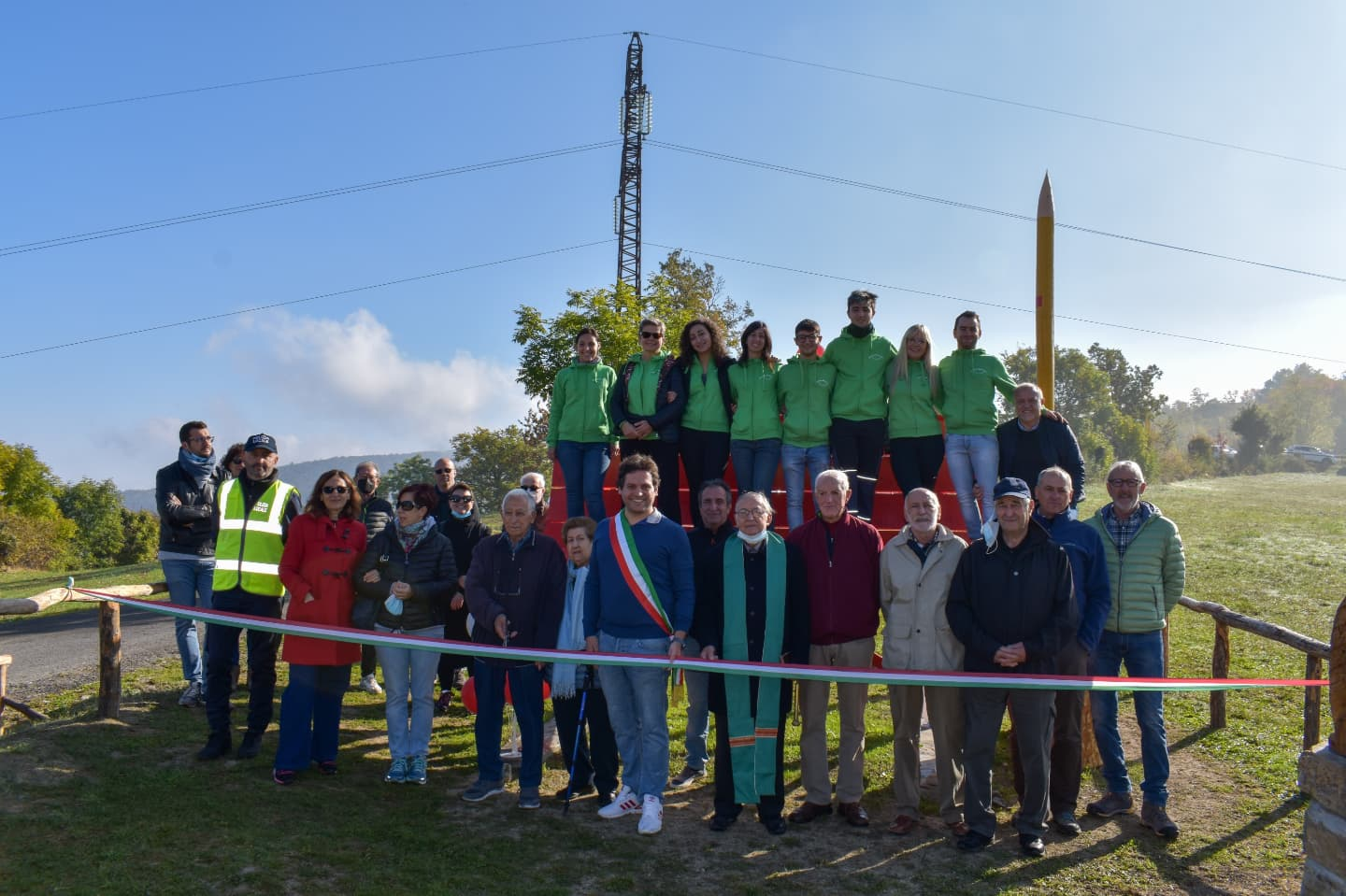

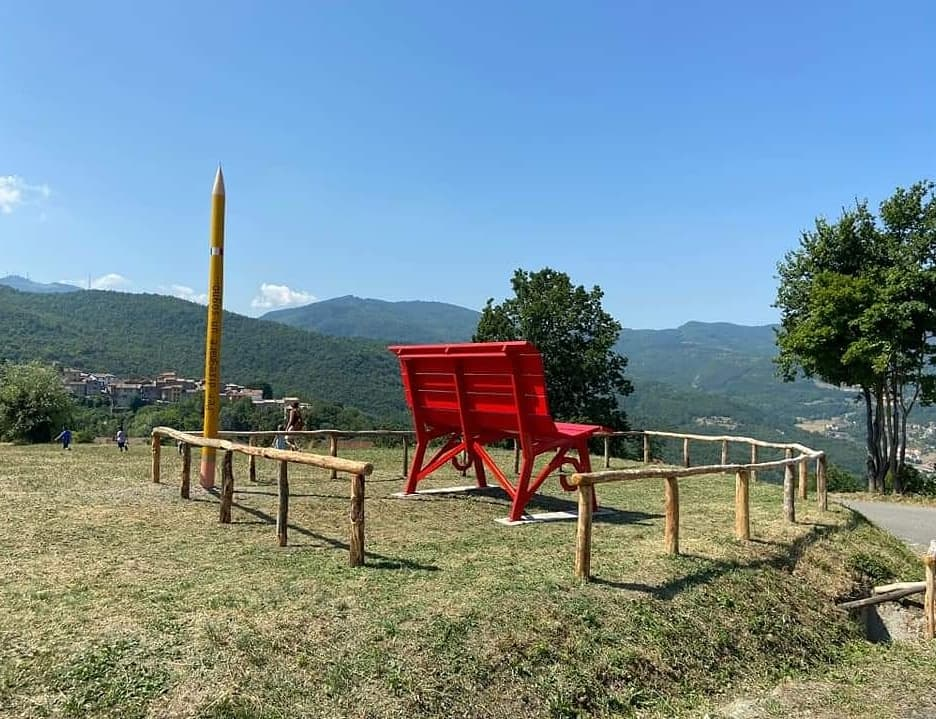

### Comunicazione
Dal 2020 il Comune di Romagnese è molto attivo nella comunicazione delle principali notizie ed eventi legati al comune montano; sono stati attivati, infatti, sia il canale istituzionale Facebook, che il canale broadcast WhatsApp del Comune di Romagnese, oltre alla pagina instagram "Visitromagnese" legata principalmente a tematiche turistiche e di eventi

## Società

### Evoluzione demografica
Abitanti censiti

## Cultura
La galina grisa o galëina grisa è il nome che si dà alla questua legata ai riti del calendimaggio in alta val Tidone, a cavallo delle province di Pavia e Piacenza. Nel paese e nelle frazioni di Romagnese, che è l'unico che ha conservato un ciclo pasquale nel territorio delle Quattro province, si svolge la sera del Sabato Santo, fondendo significati sacri e profani e prende il curioso nome di galina grisa dalla strofa di apertura del canto rituale.

### Il ciclo pasquale di Romagnese
- Inizia il Giovedì santo con una processione che segue un anonimo penitente incappucciato che porta una croce di legno; partendo dalla parrocchia si snoda fino all'oratorio di Casa Picchi.
- Il Venerdì Santo si accendono falò nelle varie frazioni che si affacciano sul capoluogo in concomitanza con la processione che porta il Cristo morto per le vie del capoluogo.
- La sera di sabato vi è la questua, che si svolge con le modalità del cantamaggio itinerante, per il canto augurale e la raccolta delle uova.

### Gastronomia
Uno dei piatti tipici di Romagnese è la brüsadèla ("bruciatella"), focaccia fatta con lo stesso impasto del pane e cotta nel forno a legna. Originariamente la brüsadèla, infornata prima del pane, consentiva alle massaie di capire la temperatura del forno per ottimizzare la cottura del pane, inoltre potendo essere consumata appena sfornata consentiva di sfamare la famiglia che rientrava dai lavori in campagna per il pranzo del mezzogiorno.
Il piatto viene preparato e consumato soprattutto nel corso di una sagra locale celebrata l'ultima o la penultima domenica del mese di agosto, è ottima per accompagnare salumi e formaggi.
Altri prodotti tipici sono il salame prodotto secondo il disciplinare D.O.P. per il "Salame di Varzi"  e la Torta Sabiosa la cui ricetta è segretamente conservata dal produttore locale.

## Amministrazione

### Comunità montane
Fa parte della fascia montana della Comunità Montana Oltrepò Pavese.

## Infrastrutture e trasporti
Il territorio comunale di Romagnese è attraversato da nord a sud dal percorso della strada statale 412 della Val Tidone che, partendo da Milano, supera il Po nei pressi di Castel San Giovanni e, poi, risale la val Tidone fino a congiungersi alla strada statale 461 del Passo del Penice (che collega Voghera a Bobbio, nel piacentino) qualche chilometro a valle dell'omonimo passo.
Dalla località Casa Matti di Romagnese si diparte la strada provinciale 17 che attraverso il Passo delle Tre strade mette in comunicazione la Val Tidone e la valle Staffora innestandosi sempre sulla statale del Penice per Menconico e Varzi.